# Ampułomiot
Ampułomiot (ros. ампуломёт; miotacz ampuł) – rodzaj moździerza miotającego „ampuły”, czyli szklane pociski wypełnione mieszaniną zapalającą, używany przez Armię Czerwoną w charakterze broni przeciwpancernej w latach 1941–1942.
Ampułomiot był prowizoryczną, stworzoną naprędce bronią, która mogła być produkowana przy użyciu nieskomplikowanych technologii i narzędzi, co było kluczowe wobec szybko postępującego ataku niemieckiego na ZSRR w 1941 roku.

## Opis
Ampułomiot miał krótką lufę kalibru 127 milimetrów, konstrukcyjnie będącą zaślepioną na jednym końcu stalową rurą. Mocowany był na czworonożnej podstawie, choć większość ilustracji prezentuje go jako broń stacjonarną, mocowaną w widełkowatym jarzmie na metalowym słupie. Całość ważyła 26 kilogramów, jego obsługę stanowiła trzyosobowa drużyna. Broń nie posiadała żadnych mechanizmów kontroli ognia, a lufą kierowano za pomocą dwóch wygiętych rączek na jej tyle. Zamek miał nieskomplikowaną konstrukcję i składał się z metalowego klina, poruszającego się po krótkiej szynie, który po otwarciu pozwalał na umieszczenie w lufie ładunku miotającego. Ładunkiem był nabój prochowy, a pocisk ładowano od przodu lufy. Pociskami były szklane kule („ampuły”, karkasy) o wadze 1,5 lub 1,8 kilograma, zawierające zgalaretyzowaną benzynę (prawdopodobnie zmieszaną z fosforem), które mogły być miotane na odległość 250 metrów i zapalały się po uderzeniu w cel. Do celowania służył prosty, podnoszony celownik mechaniczny, wyposażony w szereg przezierników (do celowania na różne odległości), które zestawiało się z umieszczoną z przodu lufy muszką. Szybkostrzelność sięgała 8 strzałów na minutę. Na stan jednego pułku strzeleckiego przypadało sześć ampułomiotów, przypisanych do plutonu „moździerzy przeciwczołgowych”.
Ampułomiot był mało celny i w większości przypadków nieefektywny przeciwko czołgom.